# Júda Halévi
Júda Halévi (héberül: יהודה בן שמואל הלוי), arab nevén Abul-Haszan ibn Lévi (arabul: أبو أنا الحسن بن ليفي), (Toledo, 1075 körül – Szíria?, 1141) középkori hispániai zsidó költő és filozófus, egyike a legnagyobbnak tartott zsidó költőknek.

## Élete
Cordovában élt, és Fiatal korában Talmud-tanulmányai mellett orvostudománnyal is foglalkozott, később azonban a költészetnek és a filozófiának szentelte tehetségét. 1140 körül zarándokútra kelt, hogy „megcsókolja a Szentföld porait”. Egyiptomon keresztül utazva Damaszkuszig jutott, de magát Palesztinát valószínűleg nem érte el. A korabeli monda úgy tudja, hogy Jeruzsálem kapuja előtt egy arab lándzsája döfte át a költőt, épp amikor a Cion pusztulását sirató fenséges gyászdalba kezdett.

## Művei

### Kuzári
Halévi 1140-ben arab nyelven írta meg A bizonyítékok és érvek könyve a megvetett vallás védelmére  – tartalmáról Al-Khazari vagy Kuzári – című vallásbölcsészeti munkáját, amelyben a kazároknak a zsidó hitre való tömeges áttérésének történeti tényéből indulva, párbeszéd alakjában fejtegeti a zsidóság tantételeit. A műben a kazár király egy muszlim, egy keresztény, és egy zsidó bölccsel folytat beszélgetést. A zsidó bölcs kifejti a zsidóság lényegét, cáfolja a másik két vallást – a filozófiával és a karaita judaizmussal együtt –, és sikerül meggyőznie a királyt a zsidó vallás igazságáról. A párbeszédes forma és a páthoszos, szónokias hangnem valószínűleg Platón hatását mutatja. Héber nyelvű fordítása 1167-ben, Lunelben készült el Júda ibn Tibbon tollából Széfer Hakuzari címen. Még a 12. század végén Júda ibn Cardinal egy másik fordítást is készített. A 17. századtól latin- és spanyol nyelven is elérhető volt. A fordítások mellett hamarosan kommentárok készültek hozzá, és ezek gyűjteményéből készült Juda Moscato Kól Jehúda ('Jehúda hangja') című igen részletes könyve 1593-ban. A későbbi, 18–19. századi magyarázók Mosaco műveiből merítettek anyagot saját kommentárjaikhoz. Közülük legjelentősebb Gideon Brecher (1797–1873) Magyarázata.
- 1–3. rész. Halévi Istent a műben nem világteremtőnek, hanem Ábrahám, Izsák, és Jákób istenének nevezi. Rámutat, hogy a tények, a történelem, és a hagyomány bizonyítja Izrael igazságát. Már a mű elején utal a zsidóság Ádámmal kezdődő valláserkölcsi fölényére, melyet a sok szenvedés, alárendeltség nem homályosított el. A zsidóság szíve az emberiségnek, amelynek eszményi fejlődéséhez szükség volt Palesztinára az ő sajátos törvényeivel, ahogyan a szőlő is csak bizonyos hegyen nő kitűnővé. A szentély elpusztulása után a zsidóság szétszóródott, és egyetlen erőssége az élő Isten maradt. Izrael sokat szenvedő beteg, de nem halott: változatlanul fönnáll a Tóra szövetsége, hiába kételkednek a zsidóság ellenségei Izrael gyógyulásában. Izrael olyan a népek között, mint a szív az emberi test szervei között: a legbetegebb, de a legegészségesebb is. Mert ahogy a szív finom érzékenységével a legkisebb bajt is azonnal észre veszi, és ha lehet, azonnal leküzdi – úgy Isten sem engedi, hogy a bűnük elharapódzanak Izrael fiai között, hanem mindjárt az elsőnél közbelép, és megtisztítja. Isten szolgálatához az általános emberi etika nem elég, mert a lelkiállapotot megillető szertartások elhanyagolása mellett a zsidó ember nem lehet boldog. Viszont nem jó Halévi szerint az aszkézis sem, mert az önkínzás nem nagyobb érdem az ünnepi áhítattal megszentelt örvendezésnél, ahol a tánc és az ének is meg van engedve. Isten derűs vallásgyakorlatot kíván, mint ahogy a hét egyes napjának virágzása a három zsidó imaidő, úgy a hétnek virágzása az örömmel megünnepelendő szombat. – Az isteni törvények üdvösek, akár az orvos utasításai a betegnek. Utánozhatatlanok: például egy szombat felcserélése a vasárnappal olyan, mint egy élő mint szoborral való azonosítása. Az isteni parancsolatok 3 csoportra oszlanakː 1. rejtett okkal rendelkező szertartások (héb. tórót elóhijjót); 2. társadalomerkölcsi törvények (tórót minhágijjót); 3. racionális törvények (tórót nafsijjót/filoszofijjót). – A szerző támadja a karaitákkat, mert azok elutasítják a hagyományt, holott ez nélkülözhetetlen a Tóra magyarázatánál. A filozófiával pedig az a problémája, hogy a spekulatív okoskodás a törvényeket képes épp azok ellenkezőjére fordítani. Csak a bibliai parancsok teljesítése által érthető és érezhető meg – a léleknek prófétai emelkedettsége, extatikus elmélyedése által – Isten.[1]
- 4. rész. A negyedik, metafizikai részben Halévi kiemeli, hogy az isteneszme azonban kifürkészhetetlen; olyan, mint a vakító napfény. A kazár király belátja a különbséget Ábrahám és Arisztotelész istene között: az zsidók „Örökkkévaló”ját érzelem, és elmélyedés, a görög „Isten” fogalmat filozofáló elmélyedés által lehet felfogni. Míg az előbbi áthatja a szívet, az utóbbi pusztán hideg metafizikai fogalom. Ahogy a zsoltár mondja (34.9), Istent meg kell „ízlelni”.[1]
- 5. rész. Természetfilozófiával foglalkozik a szerző az ötödik részben a 104. zsoltár allegorikus értelmezése kapcsán. Majd ismét kiemeli a filozofálás helytelen voltát, Halévi Palesztinába kívánkozik – az isteni szellem azonban minden zsidóban megvan, akinek szíve tettei és szíve tiszta, lelke pedig Izrael Istenétől áthatott. Isten szolgálata az igazi szabadság, és előtte való alázat az igazi tisztelet, dicsőség. A mű Jeruzsálem megújulásában való reménykedéssel zárul.[1]

### Költemények
Zsinagógai és világi énekei az újhéber költészet remekei: az előbbiek jelentős része később a zsinagógai rítusokba is bele került. Költeménygyűjteményét (Diván) Abraham Geiger adta ki a költő életrajzával együtt Boroszlóban 1851-ben.
Világi lírájának két alapmotívuma a barátság és a szerelem, azonban az érzelmek megjelenítésében mérsékelt, nemesen tartózkodó a hangja, nem válik az indulattól szenvedélyessé. Képekben, a Szentírásból kölcsönzött jelzőkben gazdag, plasztikusan kifejező, bensőséges, egyszerű a művészete. Kerüli ugyanakkor a pátoszosságot és a világfájdalmat. Dicsőíti a hajadoni szépséget, megverseli a borivást, a barátságot, és természetesen a zsidó létet. Népének múltjában él, szelíd mélabúval tekint vissza az elmúlt századokra. Palesztinai útja során Istenbe veti bizalmát, hogy eljut a zsidó romokhoz; örömmel tűri a vihart, és más viszontagságokat. A Szentföldre érve minden egyes látott dologra szeretettel tekint, csak a jelen sivársága, a zsidók eltiportsága kelt szomorúságot szívében. Ennek ellenére hittel tekint a jövőre, bízik Izrael népének megújulásában.
300-nál több vallásos költeményének némelyike a későbbi időkben a zsidó – hétköznapi, szombati, gyásznapi, és böjti – liturgia része lett. Vallásos költészete több, mint az emberi gyarlóságnak nyugalomért esdő, Istent kereső fohásza. Több, mint a Legfelsőbb lényt, a világ Alkotóját megsejtő emberi szellem szárnyalása: a zsidóság lelke dobban benne. A zsidóság erkölcstörténeti fölényének, vallási és történeti ideáljai örökkévalóságának hitében fogant izzó fajszeretet, a vallási szentségnek és a vértanúságnak népét megdicsőítő, megeszményítő zsidó érzés avatja őt a zsidó irodalom egyes szakértői szerint Izrael legnagyobb és legzsidóbb költőjévé. Nemcsak általános, örök emberi motívumok tolmácsa, hanem a zsidóság vallási és történeti tartalmának, egész szubjektivitásának énekese Halévi.

## Magyar nyelvű fordítások
Néhány évvel ezelőtt Halévi Kuzáriját magyar nyelvre fordítottákː
- Yehuda ha-Levi: Kuzári: érvek és bizonyítékok könyve a megvetett vallás védelmében (ford., jegyzetekkel és utószóval ell. Maróth Miklós), Avicenna Közel-Kelet Kutatások Intézete, Piliscsaba, 2004, ISBN 9638635932, 210 p.

Költeményeinek gyűjteménye mindezideig nem rendelkezik magyar nyelvű fordítással. Néhány versét fordították csak le:
- Frisch Ármin: Szemelvények a Biblia utáni zsidó irodalomból, Pallas Irodalmi és Nyomdai Rt., Budapest, 1906 (reprint kiadás: Auktor Könyvkiadó, Budapest, 1993, ISBN 963-7780-24-6, 413 p), 208–223., 310–311. oldal
- Héber költők antológiája – Kardos László műfordításai, Magyar Zsidók Pro Palesztina Szövetsége, Budapest, 1943, 28–35. oldal
- Kecskeméti Ármin: A zsidó irodalom története I–II. Budapest: Izraelita Magyar Irodalmi Társulat. 1908–1909.   → reprint kiadás: Kecskeméti Ármin: A zsidó irodalom története I–II. Budapest: Bethlen Gábor Könyvkiadó. 1994.  ISBN 963-7426-20-5 , I. köt., 299–309. o.
- Kecskeméti Lipót: Zsidó költőkből –  Salamon ibn Gabiról, Juda Halévi, Juda Alcharizi, Athenaeum R. Társulat, Budapest, 1887, 91–157. oldal
- Makai Emil (ford.): Zsidó költők – műfordítások Salamon ibn Gabirol, Juda Halévi, Sámuel Hánágid, Mózes ibn Ezra, Ábrahám ibn Ezra, Chárizi, Manuello verseiből / XI.–XIV. század, Singer és Wolfner Kiadása, Budapest, 1895, 57–120. oldal
- Patai József: Héber költők I–V., műfordítások, Izraelita Magyar Irodalmi Társaság, Budapest, 1910–1912
(Új kiadás → Patai Józsefː Héber költők – A középső kapu (Nemzeti könyvtár sorozatː Magyar ritkaságok rovat, 49. mű, Köves Slomó EMIH vezető rabbi ajánlásával), Magyar Közlöny Lap- és Könyvkiadó, Budapest, 2015,  ISBN 978-615-5269-73-8, 53–71. o.)
- Scheiber Sándor: A feliratoktól a felvilágosodásig – Kétezer év zsidó irodalma (Zsidó irodalomtörténeti olvasmányok), Múlt és Jövő Lap- és Könyvkiadó, Budapest, 1997, ISBN 963 85697 4 3, 160–176. o.

## Külső hivatkozások
- Jehudá Hálévi rabbi: Kuzári: A kazár király értekezései – Isten nevei és a neki tulajdonított jelzők. Zsidó Tudományok Szabadegyeteme 6. kötet – A zsidó vallás tizenhárom hitelve. (Hozzáférés: 2016. december 19.)
- Jehudá Hálévi rabbi: Kuzári: A kazár király értekezései – A történelem időszámítása. Zsidó Tudományok Szabadegyeteme 6. kötet – A zsidó vallás tizenhárom hitelve. (Hozzáférés: 2016. december 19.)
- Jehudá Hálévi rabbi: Kuzári: A kazár király értekezései – A jámbor ember. Zsidó Tudományok Szabadegyeteme 6. kötet – A zsidó vallás tizenhárom hitelve. (Hozzáférés: 2016. december 19.)
- Jehudá Hálévi rabbi: Kuzári: A kazár király értekezései – A nemzedékek láncolata. Zsidó Tudományok Szabadegyeteme 6. kötet – A zsidó vallás tizenhárom hitelve. (Hozzáférés: 2016. december 19.)
- Jehudá Hálévi rabbi: Kuzári: A kazár király értekezései – A Tóra isteni eredetű. Zsidó Tudományok Szabadegyeteme 6. kötet – A zsidó vallás tizenhárom hitelve. (Hozzáférés: 2016. december 19.)
- Jehudá Hálévi rabbi: Kuzári: A kazár király értekezései – A determináció és a szabadakarat paradoxonja. Zsidó Tudományok Szabadegyeteme 6. kötet – A zsidó vallás tizenhárom hitelve. (Hozzáférés: 2016. december 19.)